# Skyworth
Skyworth (forenklet kinesisk: 创维; traditionelt kinesisk: 創維; pinyin: chuāngwéi), officielt Skyworth Group Co., Ltd. (HKEX: 0751, SZSE: 000810) er en kinesisk elektronikvirksomhed. De designer, producerer og markedsfører billede- og lydprodukter, mobiltelefoner, computernetværk og autoelektronik. Virksomheden har hovedkvarter i Nanshan High-tech Park, Shenzhen.
Det er er en OEM-producent.
Skyworth blev etableret i 1988 i Shenzhen.